# Qatar ExxonMobil Open 2024 - Qualificazioni singolare
Le qualificazioni del singolare del Qatar ExxonMobil Open 2024 sono state un torneo di tennis preliminare per accedere alla fase finale della manifestazione. I vincitori dell'ultimo turno sono entrati di diritto nel tabellone principale. In caso di ritiro di uno o più giocatori aventi diritto a questi sono subentrati i lucky loser, ossia i giocatori che hanno perso nell'ultimo turno ma che avevano una classifica più alta rispetto agli altri partecipanti che avevano comunque perso nel turno finale.

## Teste di serie
1. Luca Van Assche (primo turno)
2. Alexandre Müller (qualificato)
3. Maximilian Marterer (ultimo turno, lucky loser)
4. Fabio Fognini (primo turno)

1. Giulio Zeppieri (qualificato)
2. Vít Kopřiva (qualificato)
3. Lukáš Klein (ultimo turno)
4. Hugo Grenier (qualificato)

## Qualificati
1. Hugo Grenier
2. Alexandre Müller

1. Vít Kopřiva
2. Giulio Zeppieri

### Lucky loser
1. Maximilian Marterer

## Tabellone

### Legenda
| - Q = Qualificato - WC = Wild card - LL = Lucky loser | - ALT = Alternate - SE = Special Exempt - PR = Protected Ranking | - w/o = Walkover - r = Ritirato - d = Squalificato |

### Sezione 1
|  | Primo turno | Primo turno     | Primo turno     | Primo turno | Primo turno |  |  | Ultimo turno | Ultimo turno  | Ultimo turno  | Ultimo turno | Ultimo turno |  |
|  |             |                 |                 |             |             |  |  |              |               |               |              |              |  |
|  | 1           | Luca Van Assche | Luca Van Assche | 3           | 2           |  |  |              |               |               |              |              |  |
|  |             | Maxime Cressy   | Maxime Cressy   | 6           | 6           |  |  |              | Maxime Cressy | Maxime Cressy | 4            | 4            |  |
|  |             | Benjamin Hassan | 62              | 6           | 3           |  |  | 8            | Hugo Grenier  | Hugo Grenier  | 6            | 6            |  |
|  | 8           | Hugo Grenier    | 7               | 2           | 6           |  |  |              |               |               |              |              |  |

### Sezione 2
|  | Primo turno | Primo turno         | Primo turno         | Primo turno | Primo turno |  |  | Ultimo turno | Ultimo turno     | Ultimo turno     | Ultimo turno | Ultimo turno |  |
|  |             |                     |                     |             |             |  |  |              |                  |                  |              |              |  |
|  | 2           | Alexandre Müller    | Alexandre Müller    | 6           | 6           |  |  |              |                  |                  |              |              |  |
|  |             | Alexander Ritschard | Alexander Ritschard | 1           | 2           |  |  | 2            | Alexandre Müller | Alexandre Müller | 6            | 6            |  |
|  |             | Beibit Žukaev       | Beibit Žukaev       | 4           | 3           |  |  | 7            | Lukáš Klein      | Lukáš Klein      | 4            | 4            |  |
|  | 7           | Lukáš Klein         | Lukáš Klein         | 6           | 6           |  |  |              |                  |                  |              |              |  |

### Sezione 3
|  | Primo turno | Primo turno           | Primo turno           | Primo turno | Primo turno |  |  | Ultimo turno | Ultimo turno        | Ultimo turno        | Ultimo turno | Ultimo turno |  |
|  |             |                       |                       |             |             |  |  |              |                     |                     |              |              |  |
|  | 3           | Maximilian Marterer   | Maximilian Marterer   | 7           | 6           |  |  |              |                     |                     |              |              |  |
|  |             | Elias Ymer            | Elias Ymer            | 68          | 4           |  |  | 3            | Maximilian Marterer | Maximilian Marterer | 3            | 1            |  |
|  | WC          | Mubarak Shannan Zayid | Mubarak Shannan Zayid | 2           | 4           |  |  | 6            | Vít Kopřiva         | Vít Kopřiva         | 6            | 6            |  |
|  | 6           | Vít Kopřiva           | Vít Kopřiva           | 6           | 6           |  |  |              |                     |                     |              |              |  |

### Sezione 4
|  | Primo turno | Primo turno     | Primo turno     | Primo turno | Primo turno |  |  | Ultimo turno | Ultimo turno    | Ultimo turno    | Ultimo turno | Ultimo turno |  |
|  |             |                 |                 |             |             |  |  |              |                 |                 |              |              |  |
|  | 4/Alt       | Fabio Fognini   | Fabio Fognini   | 4           | 6           |  |  |              |                 |                 |              |              |  |
|  |             | Damir Džumhur   | Damir Džumhur   | 6           | 7           |  |  |              | Damir Džumhur   | Damir Džumhur   | 5            | 1            |  |
|  | WC          | Rashed Nawaf    | Rashed Nawaf    | 4           | 3           |  |  | 5            | Giulio Zeppieri | Giulio Zeppieri | 7            | 6            |  |
|  | 5           | Giulio Zeppieri | Giulio Zeppieri | 6           | 6           |  |  |              |                 |                 |              |              |  |